# Greta Cicolari
Greta Cicolari (* 23. August 1982 in Osio Sotto) ist eine italienische Volleyball- und Beachvolleyballspielerin.

## Karriere
Cicolari begann ihre Karriere in der Halle 1997 bei Excelsior Bergamo. In der Saison 1999/2000 gewann sie mit Foppapedretti Bergamo die Champions League. In den nächsten beiden Jahren war sie bei Drittligisten (B1) in Pistoia und Collecchio aktiv. Von 2002 bis 2006 spielte sie in der zweiten Liga (A2) in Carpi, Cavazzale, Padua und Castelfidardo. 2006/07 kehrte sie bei Tena Volley Santeramo in die erste Liga zurück. Anschließend wechselte sie zu Familia Chieri, wo sie bis 2009 spielte.
2009 kam Cicolari zum Beachvolleyball. Mit ihrer Partnerin Marta Menegatti wurde sie gleich im ersten Jahr italienische Meisterin. Beim Open-Turnier in Sanya wurden die beiden Italienerinnen Vierte. 2010 erreichten sie bei drei Turnieren jeweils den neunten Rang. 2011 etablierten sie sich in den Top Ten und kamen bei den Mysłowice Open ins Finale. Bei der Weltmeisterschaft in Rom gelang ihnen ohne Satzverlust der Gruppensieg in der Vorrunde, bevor sie sich im Achtelfinale den Chinesinnen Xue Chen/Zhang Xi geschlagen geben mussten. Anschließend schafften sie bei fünf Grand Slams in Folge eine einstellige Platzierung. Im August wurden sie in Kristiansand Europameisterinnen.
Bei den Olympischen Spielen 2012 in London erreichten sie den ersten Platz in der Gruppenphase und qualifizierten sich damit für das Achtelfinale. Dort trafen sie auf das spanische Duo Liliana / Baquerizo, das sie mit 2:0 besiegten. Sie unterlagen dann aber im Viertelfinale May-Treanor/Walsh (USA) mit 0:2 und belegten damit den fünften Platz. Sowohl bei den Grand Slams in Den Haag und Rom als auch bei der WM 2013 in Stare Jabłonki erreichten Menegatti/Cicolari ebenfalls Rang fünf. Nach verschiedenen Partnerinnen mit überschaubaren Erfolgen wechselte die aus der Lombardei stammende Sportlerin zu Giulia Momoli, mit der sie im September 2015 jeweils das Achtelfinale bei den Open in Rio de Janeiro und Sochi erreichte. Bevor sie ihre Karriere beendete, erreichte Greta Cicolari mit Giulia Toti noch Finalteilnahmen, einen Sieg und einen dritten Platz bei der CEV Snow Tour in den Spieljahren 2016 und 2018 sowie eine weitere Finalteilnahme mit Alice Francesca Bertolaso 2017.